# Ньютонівський потенціал
У математиці ньютонівський потенціал або потенціал Ньютона — оператор у векторному численні, який діє як обернений до від'ємного лапласіана для функцій, які є гладкими та достатньо швидко спадають на нескінченності. Як такий, він є фундаментальним об'єктом дослідження в теорії потенціалу. За загальною природою це сингулярний інтегральний оператор, визначений згорткою з функцією, що має математичну сингулярність у початку координат, ядро Ньютона Γ, яке є фундаментальним розв’язком рівняння Лапласа.
Названо на честь Ісаака Ньютона, який першим відкрив його й довів, що це гармонічна функція в окремому випадку трьох змінних, де він служив основним гравітаційним потенціалом у законі всесвітнього тяжіння Ньютона.
У сучасній теорії потенціалу розглядається як електростатичний потенціал.
Ньютонівський потенціал інтегровної функції f із компактним носієм визначають як згортку{\displaystyle u(x)=\Gamma *f(x)=\int _{\mathbb {R} ^{d}}\Gamma (x-y)f(y)\,dy}де ньютонівське ядро Γ в розмірності d визначають як{\displaystyle \Gamma (x)={\begin{cases}{\frac {1}{2\pi }}\log {|x|}&d=2\\{\frac {1}{d(2-d)\omega _{d}}}|x|^{2-d}&d\neq 2.\end{cases}}}Тут ωd — об'єм одиничної d-кулі (іноді позначення можуть відрізнятися; порівняйте (Evans, 1998) та (Gilbarg та Trudinger, 1983)). Наприклад, для {\displaystyle d=3} маємо {\displaystyle \Gamma (x)=-1/(4\pi |x|).}
Ньютонівський потенціал w функції f є розв'язком рівняння Пуассона{\displaystyle \Delta w=f,}це означає, що операція взяття ньютонівського потенціалу функції є частково оберненою до оператора Лапласа. Тоді w буде двічі диференційовним класичним розв'язком, якщо f обмежена і локально неперервна за Гельдером, як показав Отто Гельдер. Відкритим було питання, чи достатньо лише неперервності. Генрік Петріні показав, що це не так, і навів приклад неперервної f, для якої w не диференційовний двічі. Розв'язок не єдиний, оскільки додавання будь-якої гармонічної функції до w не вплине на рівняння. Цей факт можна використати, щоб довести існування та унікальність розв'язків задачі Діріхле для рівняння Пуассона у відповідних регулярних ділянках і для відповідних функцій f: спочатку застосовують ньютонівський потенціал, щоб отримати розв'язок, а потім коригують, додаючи гармонічну функцію для отримання правильних граничних даних.
Ширше ньютонівський потенціал визначають як згортку{\displaystyle \Gamma *\mu (x)=\int _{\mathbb {R} ^{d}}\Gamma (x-y)\,d\mu (y)}де μ — міра Радона з компактним носієм. Він задовольняє рівняння Пуассона{\displaystyle \Delta w=\mu }у сенсі розподілів. Крім того, коли міра додатна, ньютонівський потенціал є субгармонічним на Rd.
Якщо f — неперервна функція з компактним носієм (або, загалом, скінченна міра), яка є обертально інваріантною, тоді згортка f з Γ задовольняє для x поза носієм f{\displaystyle f*\Gamma (x)=\lambda \Gamma (x),\quad \lambda =\int _{\mathbb {R} ^{d}}f(y)\,dy.}У розмірності d = 3, це зводиться до теореми Ньютона про те, що потенціальна енергія малої маси поза набагато більшою сферично-симетрично розподіленою масою така ж, як ніби вся маса більшого об'єкта зосереджена в його центрі.
Коли міра μ асоціюється з розподілом маси на достатньо гладкій гіперповерхні S (поверхні Ляпунова класу Гельдера C1,α), яка розділяє Rd на дві ділянки D+ і D−, тоді ньютонівський потенціал μ називають потенціалом простого шару. Потенціали простого шару є неперервними та розв'язують рівняння Лапласа, за винятком S. Вони природно з'являються при вивченні електростатики в контексті електростатичного потенціалу, пов'язаного з розподілом заряду на закритій поверхні. Якщо dμ = f dH — добуток неперервної функції на S з (d − 1)-вимірною мірою Гаусдорфа, то в точці y в S нормальна похідна зазнає під час перетину шару стрибкового розриву f(y). Крім того, нормальна похідна від w є чітко визначеною неперервною функцією на S. Це робить прості шари особливо придатними для вивчення задачі Неймана для рівняння Лапласа.